# .cd
.cd es el dominio de nivel superior geográfico (ccTLD) para República Democrática del Congo.